# Bo Näslund
Bo Lennart Näslund, född den 28 januari 1940 i Östersund, är en svensk journalist.
Näslund var reporter på Hälsinge-Kuriren 1959–1960, på Fagersta-Posten 1960–1963, på Östra Småland 1963–1964, på Arbetet 1964–1965, redaktionschef på Arbetet Väst i Göteborg 1966–1969, redaktionssekreterare på Arbetet i Malmö 1969–1974, redaktionssekreterare på Aftonbladet i Stockholm 1974–1978, redaktionschef på Hälsinge-Kuriren 1978–1980 och redaktionschef och ansvarig utgivare för Arbetet i Malmö 1980–1995. Därefter var han egen företagare inom medierådgivning.